# Dmitri Michailowitsch Poljanski
Dmitri Michailowitsch Poljanski (russisch Дмитрий Михайлович Полянский; * 20. April 1989 in Stary Oskol, Oblast Belgorod) ist ein russischer Boxer.

## Erfolge
Der 1,71 m große Rechtsausleger Dmitri Poljanski gewann 2007 die Silbermedaille im Federgewicht bei den Junioren-Europameisterschaften in Sombor. Nach Siegen gegen Gouram Mirzaev aus Griechenland (27:5), Redouane Farahni aus Frankreich (16:9) und Azat Hovhannisyan aus Armenien (25:22), verlor er im Finale gegen Bogdan Shelestyuk aus der Ukraine (17:23). 
International trat er erst 2011 mit dem Gewinn der Silbermedaille im Bantamgewicht bei den Europameisterschaften von Ankara wieder in Erscheinung, nachdem er im Finalkampf gegen Veaceslav Gojan aus Moldawien (14:16) unterlegen war. Zuvor hatte er Oualid Belaouara aus Frankreich (20:10), Howhannes Batschkow aus Armenien (23:10), John Joe Nevin aus Irland (13:12) und Furkan Ulaş Memiş aus der Türkei (18:8) besiegt. 
Bei den Europameisterschaften 2013 in Minsk gewann er eine Bronzemedaille im Leichtgewicht. Gegen Gregor Debeljak aus Slowenien (3:0) und Elvin İsayev aus Aserbaidschan (3:0) war er ins Halbfinale eingezogen, wo er gegen den Ukrainer Pawlo Ischtschenko ausschied (1:2). Diesen besiegte er jedoch im April 2014 in einem Kampf der World Series of Boxing mit 3:0.
2014 bis 2015 boxte er in der Pro Boxing Abteilung des Amateurverbandes AIBA. Er besiegte dabei Artur Bril, Domenico Valentino, David Oliver Joyce und Robson Conceição. Durch zwei Niederlagen gegen den Usbeken Xurshid Tojiboyev verpasste er eine Olympiateilnahme 2016.
Poljanski ist zudem Russischer Meister im Leichtgewicht von 2012, 2014 und 2015, sowie Russischer Meister im Halbweltergewicht von 2016.